# Табернакль Святой Розы
Табернакль Святой Розы (итал. Tabernacolo di Santa Rosa) — памятник архитектуры, часть древней крепостной стены во Флоренции. Находится в Башне Святой Розы (итал. Torrino di Santa Rosa).
Здесь древняя стена Святого Фредиана, возведённая в XIV веке, прерывается и далее стена продолжается вдоль реки Арно. Башня расположена в стратегически важном углу. По это причине её также называли Сторожевой башней, и ещё Смрадной башней из-за мусора и трупов животных на близлежащей свалке за городской стеной.
В эдикуле от 1856 года находится фреска начала XVI века с изображением Богоматери со Христом, снятым с креста и святыми Иоанном Богословом и Марией Магдалиной кисти Ридольфо дель Гирландайо, единственное сохранившееся изображение от близ лежавшего оратория Святой Розы из Витербо, части монастыря Святого Вильгельма. Оба строения были снесены в 1743 году. Члены оратория Святой Розы проводят молитвенные собрания у этого образа, которому приписывают чудодейственную силу.